# Thịt ếch

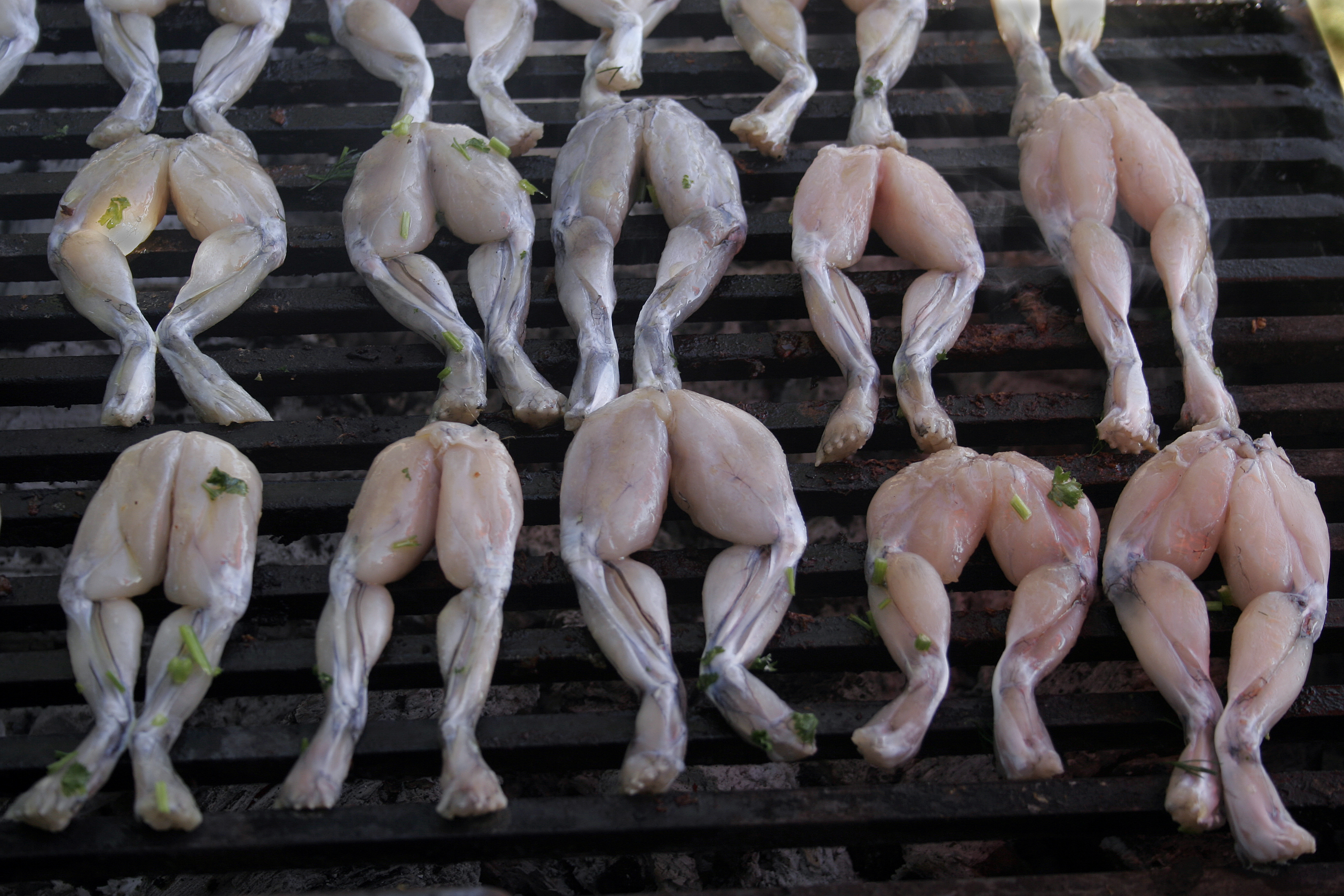
Thịt ếch

Thịt ếch, thịt cóc là thịt từ các loài ếch nhái, cóc, đây là món ăn được coi là bổ dưỡng và là món truyền thống trong nền văn hóa ẩm thực nhiều nước như Kerala, Thái Lan, Việt Nam, Indonesia, vùng Alentejo ở Bồ Đào Nha, Tây Ban Nha, Slovenia, Tây Bắc Hy Lạp, Đông Bắc Ý và phía Nam của Mỹ. Thịt ếch ăn ngon và bổ dưỡng, nhất là phần đùi.

## Đặc điểm

### Thịt ếch

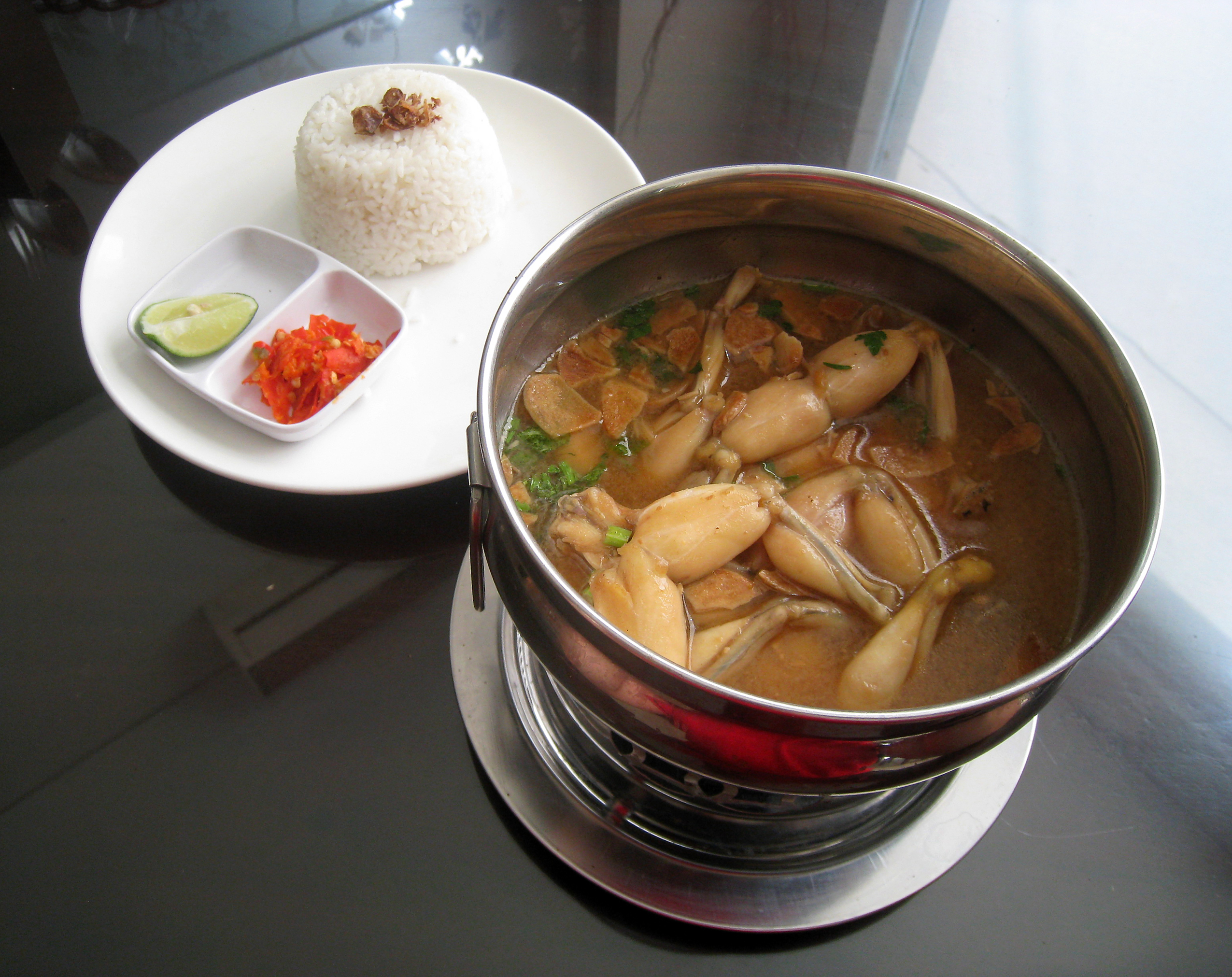
Một món thịt ếch

Thịt ếch có màu trắng, nạc, ngon như thịt gà, thịt ếch mềm ngọt, thấm vị đậm, thoảng vị giấm chua dịu, thơm, ngon, dai. Trong thịt ếch chứa nhiều chất dinh dưỡng, nó có nhiều protein, chất béo, đường, calci, phosphor, kali, natri, sắt, đồng, magnesi, kẽm, selen, vitamin A, vitamin nhóm B, D, E, biotin, caroten. Phân tích cụ thể chó thấy: trong 100g thịt ếch có 75g nước, 20g protit, 1,1g lipid, 3,9g tro, 22 mg calci, 159 mg phosphor, 1,3 mg sắt, 0,04 mg vitamin B1, 0,22 mg vitamin B12, 2,1 mg vitamin PP...cung cấp cho cơ thể khoảng 92kcal.
Đông y cho rằng thịt ếch có vị ngọt, tính hàn, không độc có tác dụng bổ dưỡng, cường tráng, an thai, lợi tiểu, người ta thường bắt ếch để làm thuốc. Khi đem chế biến, rửa sạch, lột da, mổ bỏ hết nội tạng, dùng tươi hoặc phơi, sấy khô. Ngoài ra thịt ếch còn dùng để chế biến thành các món như Thịt ếch xào giấm tỏi, Ếch xào cải chua, Canh ếch, Ếch trộn rau nhút, cháo ếch Singapore, Ếch kho tộ... Thịt ếch rất tốt cho trẻ suy dinh dưỡng, thịt ếch lại ăn lành hơn thịt cóc.

### Thịt cóc
Đối với thịt cóc, Là nguồn thịt có độ đạm cao, cóc được sử dụng tương đối rộng rãi trong dân gian để chữa chứng còi xương cho trẻ hoặc giúp người bệnh nhanh chóng hồi phục. Thịt cóc tuy giàu đạm nhưng sẽ rất nguy hiểm nếu không biết cách chế biến an toàn. Thịt cóc được xem là món ăn, vị thuốc tốt để chữa trị chứng suy dinh dưỡng ở trẻ em. Thịt cóc rất giàu dinh dưỡng, cao hơn thịt bò, thịt lợn (53,37% protit, 12,66% lipid, rất ít gluxit), đặc biệt có nhiều a xít amin cần thiết (Asparagine, Histidine, Tyrosine, Methionine, Leucine, Isoleucine, Phenylalanine, Tryptophan, Cystein, Threonine..) và nhiều chất vi lượng (Mangan, Kẽm...). Trong đó độc tố chỉ có một số bộ phận cơ thể như nhựa cóc (ở tuyến sau tai, tuyến trên mắt và các tuyến trên da cóc), trong gan và buồng trứng. Độc tố của cóc là hợp chất Bufotoxin gồm nhiều chất như 5-MeO-DMT, Bufagin, Bufotaline, Bufogenine, Bufothionine, Epinephrine, Norepinephrine, Serotonin...
Thịt cóc được xếp vào nhóm thực phẩm giàu chất đạm, là vật liệu xây dựng các tế bào nên đặc biệt quan trọng đối với trẻ em, phụ nữ mang thai. Ngoài ra, đạm còn là nguyên liệu để tạo dịch tiêu hóa, các nội tiết tố, protein huyết thanh, các men giúp duy trì phản ứng khác trong huyết tương, dịch não tủy, dịch ruột. Tuy nhiên, nếu so sánh thịt cóc với các thực phẩm giàu đạm khác thì không thấy có sự chênh lệch nhiều về hàm lượng chất đạm trong 100g thực phẩm. Thịt cóc được dùng làm thực phẩm bổ dưỡng cho người già; hỗ trợ, tăng cường dinh dưỡng sau ốm dậy; hỗ trợ điều trị trẻ em suy dinh dưỡng, chán ăn, chậm lớn, còi xương, cam tích, lở ngứa... dưới dạng ruốc, bột hoặc thịt tươi dùng để nấu cháo, làm chả cóc... thịt cóc cũng như các loại thịt khác, đều có hàm lượng dinh dưỡng nhất định, nhưng ăn thịt cóc rất nguy hiểm bởi nọc độc cóc chứa rất nhiều chất độc.

## Khuyến cáo

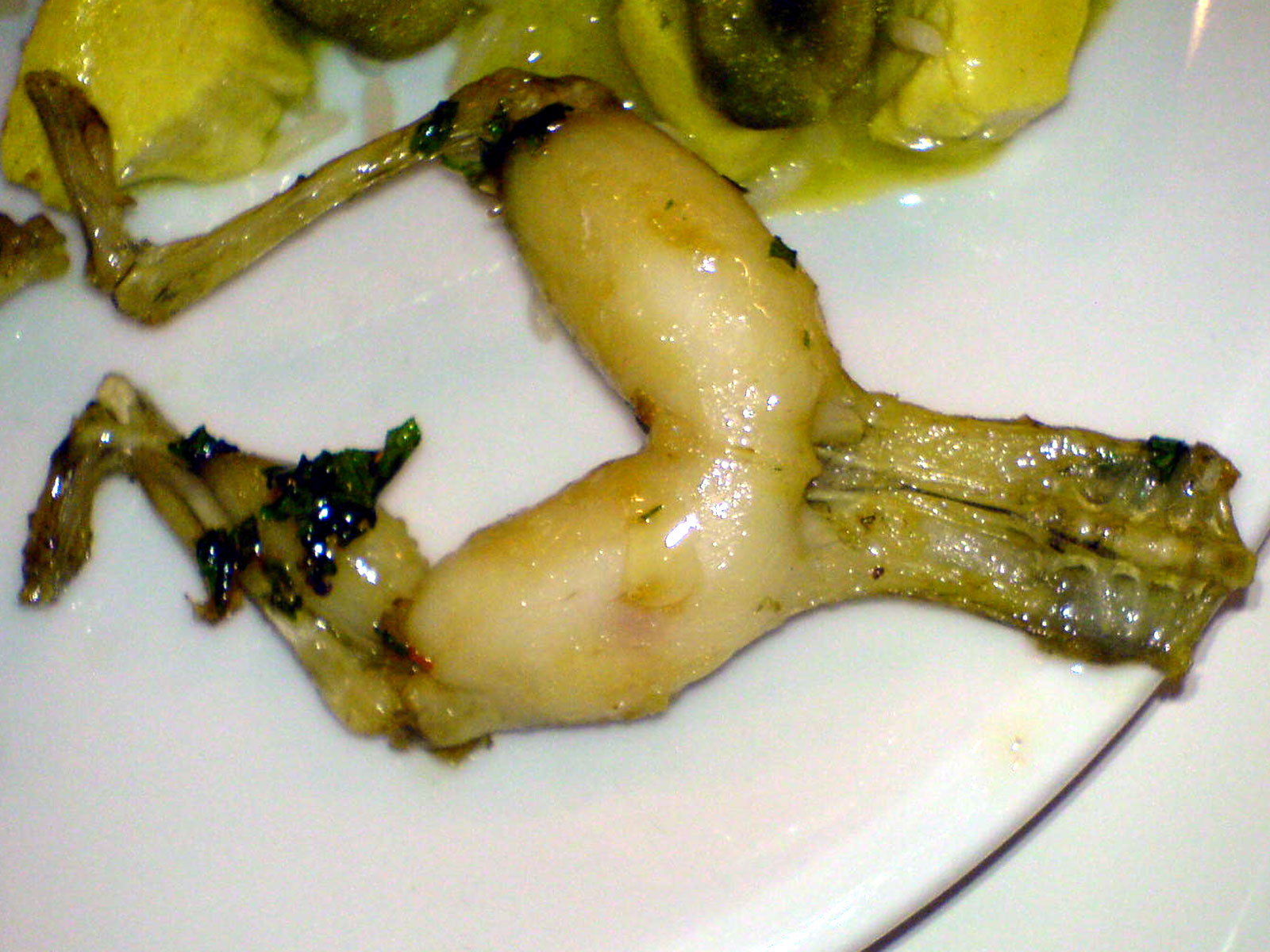
Một món thịt ếch

Do ếch sống ở ngoài đồng ruộng nên tỷ lệ ếch nhái có ấu trùng sán cao chẳng hạn như ở Việt Nam với tỷ lệ lên đến 75%. Ấu trùng màu trắng, lẫn màu thịt nên khó phát hiện. Sau khi vào ruột người, chúng nhanh chóng di chuyển đến các bộ phận khu trú thành những nang bệnh nguy hiểm. Trong thịt ếch còn có ấu trùng giun đầu gai (Gnathostoma spinigerum). Sau khi vào dạ dày, ấu trùng này sẽ chui qua vách dạ dày và di chuyển khắp cơ thể, chui vào mắt, gan, phổi, ổ bụng...Nếu vào mắt, nó sẽ gây sưng, xuất huyết trong mắt, mù mắt. Nếu chui vào gan, phổi, chúng sẽ gây đau ở vùng gan, viêm phổi, tràn dịch màng phổi, đau bụng, viêm tụy cấp...
Nguy hiểm hơn cho phụ nữ mang thai, vì khi bị nhiễm, ấu trùng sán sẽ gây nhiễm bệnh cho cơ thể mẹ và thai nhi, ấu trùng sán còn có thể xuyên qua bào thai xâm nhập vào thai nhi và có thể gây nguy hại cho thai. Đó chưa kể là hiện nay ếch còn bị ảnh hưởng của thuốc trừ sâu ở ruộng đồng, người đánh bắt ếch dùng mồi tẩm chất gây mùi mạnh, trong đó có mã tiền (một đông dược độc) để dễ đánh bắt ếch...rất nguy hại cho cả mẹ và thai nhi. Do đó, khi ăn cần làm sạch ruột, tách những đường gân chỉ trên đùi ếch.
Ở thịt cóc, độc tố bufotoxine có trong gan, trứng, da và dịch tiết màu trắng đục từ các tuyến dưới da và mang tai (còn gọi là nọc cóc hay nhựa cóc) mới là thành phần gây độc. Chất này rất bền với nhiệt độ nên không bị phá hủy trong quá trình chế biến. Người ta ước tính lượng bufotoxine trong một con cóc có thể gây chết 4-5 người khỏe mạnh. Ngộ độc thường xảy ra khi không loại bỏ hết da, nội tạng, khi làm độc tố dính vào thịt hay ăn cả gan và trứng cóc. Chỉ sau 1-2 giờ sẽ có các triệu chứng ngộ độc: buồn nôn, nôn, đau bụng, chướng bụng, rối loạn nhịp tim, đau đầu, ảo giác, sốc, tổn thương gan, thận và sẽ tử vong nếu không được điều trị kịp thời. tuyệt đối không ăn trứng và gan cóc. Trong quá trình chế biến, tuyệt đối không để da cóc, nội tạng cóc, nhựa cóc lẫn vào cơ cóc hay thịt cóc.

## Ăn sống
Ở Nhật Bản có món ăn sống ếch. Loài ếch được chế biến thành món ăn kỳ lạ này là ếch yêu tinh, loại ếch được sử dụng cho món ăn này thường là ễnh ương. Ễnh ương không phải là loại thực phẩm quý hiếm, khó tìm. Nó được coi là đặc sản tại Namibia và châu Phi. Tại châu Phi, người ta chỉ bỏ đi nội tạng của loại ếch này, phần còn lại chế biến thành những món ăn ngon miệng. Tại Mỹ, người ta cũng rất khoái các món ăn liên quan tới loài ếch này, nhưng món ếch sống thì rất hiếm thấy và có lẽ chỉ mới có ở Nhật Bản. Sinh tố ếch là một món đồ uống tươi sống đến từ đất nước Peru. Những chú ếch sống bị lột da và xay cùng 20 loại nguyên liệu khác nhau trong máy xay sinh tố. Loại đồ uống này được cho là rất bổ dưỡng cho sức khỏe.